# Liste der Einträge im National Register of Historic Places im Minnehaha County

Lage des Minnehaha County in South Dakota

Die Liste der Einträge im National Register of Historic Places im Minnehaha County in South Dakota führt alle Bauwerke und historischen Stätten im Minnehaha County auf, die in das National Register of Historic Places aufgenommen wurden.

## Legende
| NRHP | Historic Place    |
| HD   | Historic District |

## Aktuelle Einträge
| [ 2 ] | Name                                                            | Bild                                                            | Eintragsdatum        | Lage | Ort                    | Beschreibung                                                                 |
| ----- | --------------------------------------------------------------- | --------------------------------------------------------------- | -------------------- | --- | ---------------------- | ---------------------------------------------------------------------------- |
| 1     | All Saints Historic District                                    | All Saints Historic District                                    | 1984 ID-Nr. 84003349 | Main Street, 2nd Avenue, 14th Street, 23rd Street, 18th Street, 21st Street und 5th Avenue 43° 32′ 11″ N, 96° 43′ 30″ W | Sioux Falls            |                                                                              |
| 2     | All Saints School Main Building                                 | All Saints School Main Building                                 | 1973 ID-Nr. 73001748 | 101 West 17th Street 43° 32′ 14″ N, 96° 43′ 40″ W | Sioux Falls            |                                                                              |
| 3     | Augustana College Historic Buildings                            | Augustana College Historic Buildings                            | 1977 ID-Nr. 77001250 | 29th Street Ecke South Summit Street 43° 31′ 34″ N, 96° 44′ 12″ W | Sioux Falls            |                                                                              |
| 4     | Austin-Olson Farm                                               |                                                                 | 1995 ID-Nr. 95001474 | 24993 465th Avenue 43° 45′ 46″ N, 96° 54′ 42″ W | Colton                 |                                                                              |
| 5     | Berdahl-Rolvaag House                                           | Berdahl-Rolvaag House                                           | 1979 ID-Nr. 79002405 | 1009 West 33rd Street 43° 31′ 14″ N, 96° 44′ 21″ W | Sioux Falls            |                                                                              |
| 6     | Berg and Estensen Store                                         | Berg and Estensen Store                                         | 2001 ID-Nr. 01001224 | 110 Zeliff Avenue 43° 45′ 29″ N, 96° 28′ 33″ W | Sherman                |                                                                              |
| 7     | Marion E. Bowen House                                           | Marion E. Bowen House                                           | 1976 ID-Nr. 76001748 | 840 West 9th Street 43° 32′ 50″ N, 96° 44′ 16″ W | Sioux Falls            |                                                                              |
| 8     | Brandon Village                                                 |                                                                 | 2001 ID-Nr. 01000664 | Adresse nicht veröffentlicht | Brandon                |                                                                              |
| 9     | Bridge at Iverson Crossing                                      | Bridge at Iverson Crossing                                      | 1996 ID-Nr. 96000746 | 48054 266th Street 43° 31′ 44″ N, 96° 36′ 2″ W | Brandon                |                                                                              |
| 10    | Brooks Brothers Home                                            | Brooks Brothers Home                                            | 1996 ID-Nr. 96001225 | 1006-1008 South Dakota Avenue 43° 32′ 10″ N, 96° 43′ 45″ W | Sioux Falls            |                                                                              |
| 11    | Building at 330 South 1st Avenue                                |                                                                 | 2013 ID-Nr. 12001217 | 330 S. 1st Avenue 43° 32′ 37,7″ N, 96° 43′ 30,3″ W | Sioux Falls            |                                                                              |
| 12    | Building at 529 North Main                                      | Building at 529 North Main                                      | 2005 ID-Nr. 04001489 | 529 North Main Avenue 43° 43′ 4″ N, 96° 30′ 11″ W | Garretson              |                                                                              |
| 13    | Gina Smith Campbell Bathhouse                                   | Gina Smith Campbell Bathhouse                                   | 1986 ID-Nr. 86000246 | City Park, Verlängerung der Beach Avenue 43° 49′ 12″ N, 96° 42′ 6″ W | Dell Rapids            |                                                                              |
| 14    | Carnegie Free Public Library                                    | Carnegie Free Public Library                                    | 1973 ID-Nr. 73001750 | 235 West 10th Street 43° 49′ 30″ N, 96° 42′ 36″ W | Sioux Falls            |                                                                              |
| 15    | Carnegie Public Library                                         | Carnegie Public Library                                         | 1986 ID-Nr. 86000247 | 513 Orleans Avenue 43° 49′ 30″ N, 96° 42′ 36″ W | Dell Rapids            |                                                                              |
| 16    | Carpenter Hotel                                                 | Carpenter Hotel                                                 | 1986 ID-Nr. 86001499 | 221 South Phillips Avenue 43° 32′ 43″ N, 96° 43′ 36″ W | Sioux Falls            |                                                                              |
| 17    | Cathedral Historic District                                     | Cathedral Historic District                                     | 1974 ID-Nr. 74001896 | Abgegrenzt durch West 4th Street, 10th Street, Spring Avenue, Prairie Avenue und Summit Avenue 43° 33′ 0″ N, 96° 44′ 6″ W | Sioux Falls            | Bis 2011 als Sioux Falls Historic District bekannt                           |
| 18    | Central Fire Station                                            | Central Fire Station                                            | 1980 ID-Nr. 80003730 | 100 South Minnesota Avenue 43° 32′ 49″ N, 96° 43′ 51″ W | Sioux Falls            |                                                                              |
| 19    | Cherry Rock Park Bridge                                         | Cherry Rock Park Bridge                                         | 2003 ID-Nr. 03000499 | Cherry Rock Park 43° 32′ 16″ N, 96° 42′ 17″ W | Sioux Falls            |                                                                              |
| 20    | Edward Coughran House                                           | Edward Coughran House                                           | 1976 ID-Nr. 76001749 | 1203 South 1st Avenue 43° 32′ 4″ N, 96° 43′ 31″ W | Sioux Falls            |                                                                              |
| 21    | E.J. and Alice Daniels House                                    | E.J. and Alice Daniels House                                    | 1989 ID-Nr. 89001724 | 3901 Sast Hawthorne Street 43° 30′ 34″ N, 96° 44′ 56″ W | Sioux Falls            |                                                                              |
| 22    | Dell Rapids Amphitheater                                        | Dell Rapids Amphitheater                                        | 2002 ID-Nr. 02000020 | City park 43° 49′ 15″ N, 96° 42′ 11″ W | Dell Rapids            |                                                                              |
| 23    | Dell Rapids Bridge                                              | Dell Rapids Bridge                                              | 1999 ID-Nr. 99000952 | Brücke über den Big Sioux River 43° 49′ 12″ N, 96° 42′ 35″ W | Dell Rapids            | Auch als Brücke Nr. 50-210-01 des South Dakota Department of Transportation  |
| 24    | Dell Rapids Bridge                                              |                                                                 | 2000 ID-Nr. 00000021 | Brücke über den Big Sioux River 43° 49′ 12″ N, 96° 42′ 35″ W | Dell Rapids            | Auch als Brücke Nr. 50-210-018 des South Dakota Department of Transportation |
| 25    | Dell Rapids Historic District                                   | Dell Rapids Historic District                                   | 1978 ID-Nr. 78002563 | 335-536 East 4th Street 43° 49′ 24″ N, 96° 42′ 36″ W | Dell Rapids            |                                                                              |
| 26    | Dell Rapids Residential Historic District                       | Dell Rapids Residential Historic District                       | 2000 ID-Nr. 00001224 | Abgegrenzt durch Orleans Avenue, 4th Street und 7th Street 43° 49′ 30″ N, 96° 42′ 17″ W | Dell Rapids            |                                                                              |
| 27    | Dell Rapids Water Tower                                         | Dell Rapids Water Tower                                         | 1984 ID-Nr. 84003356 | 10th Street Ecke Orleans Avenue 43° 49′ 47″ N, 96° 42′ 32″ W | Dell Rapids            |                                                                              |
| 28    | Harrison DeLong House                                           | Harrison DeLong House                                           | 2000 ID-Nr. 00001221 | 621 South Main Street 43° 32′ 27″ N, 96° 43′ 41″ W | Sioux Falls            |                                                                              |
| 29    | Eighth Street Bridge                                            | Eighth Street Bridge                                            | 1993 ID-Nr. 93001308 | Brücke der South 8th Street über den Big Sioux River 43° 32′ 55″ N, 96° 43′ 31″ W | Sioux Falls            |                                                                              |
| 30    | Farley-Loetscher Company Building                               | Farley-Loetscher Company Building                               | 2001 ID-Nr. 01000020 | 701-705 East 8th Street 43° 32′ 54″ N, 96° 43′ 5″ W | Sioux Falls            |                                                                              |
| 31    | Farley-Loetscher Company Building I                             | Farley-Loetscher Company Building I                             | 2003 ID-Nr. 02001766 | 322 und 324 East 8th Street 43° 32′ 55″ N, 96° 43′ 51″ W | Sioux Falls            |                                                                              |
| 32    | Federal Building and U.S. Courthouse                            | Federal Building and U.S. Courthouse                            | 1974 ID-Nr. 74001894 | 400 South Phillips Avenue 43° 32′ 36″ N, 96° 43′ 33″ W | Sioux Falls            |                                                                              |
| 33    | First Congregational Church                                     | First Congregational Church                                     | 1983 ID-Nr. 83003012 | 303 South Dakota Avenue 43° 32′ 40″ N, 96° 43′ 48″ W | Sioux Falls            |                                                                              |
| 34    | First National Bank of Garretson                                |                                                                 | 2011 ID-Nr. 11000787 | 605 Main Street 43° 42′ 59″ N, 96° 30′ 10″ W | Garretson              |                                                                              |
| 35    | Josephine Martin Glidden Memorial Chapel                        | Josephine Martin Glidden Memorial Chapel                        | 1987 ID-Nr. 87001732 | 2121 East 12th Street 43° 32′ 37″ N, 96° 41′ 58″ W | Sioux Falls            |                                                                              |
| 36    | Glidden-Martin Hall                                             | Glidden-Martin Hall                                             | 2000 ID-Nr. 00001350 | 1101 West 22nd Avenue 43° 31′ 58″ N, 96° 44′ 19″ W | Sioux Falls            |                                                                              |
| 37    | The Gloria House                                                | The Gloria House                                                | 2000 ID-Nr. 00000828 | 1216 South Center Avenue 43° 32′ 3″ N, 96° 43′ 42″ W | Sioux Falls            |                                                                              |
| 38    | Grand Lodge and Library of the Ancient Free and Accepted Masons | Grand Lodge and Library of the Ancient Free and Accepted Masons | 1976 ID-Nr. 76001750 | 415 South Main Avenue 43° 32′ 34″ N, 96° 43′ 42″ W | Sioux Falls            |                                                                              |
| 39    | Hayes Historic District                                         | Hayes Historic District                                         | 2006 ID-Nr. 06000049 | Abgegrenzt durch West 22nd Street, West 26th Street, South Dakota Avenue und South Phillips Avenue 43° 32′ 4″ N, 96° 43′ 43″ W | Sioux Falls            |                                                                              |
| 40    | Orlan A. Hayward House                                          | Orlan A. Hayward House                                          | 1998 ID-Nr. 98001406 | 1509 South Glendale Street 43° 32′ 27″ N, 96° 44′ 42″ W | Sioux Falls            |                                                                              |
| 41    | Hans J. Hilmoe Barn                                             |                                                                 | 2010 ID-Nr. 10000410 | 47170 Homestead Street 43° 46′ 6″ N, 96° 46′ 35″ W | Baltic                 | Im Jahr 1911 von einem norwegischen Einwanderer errichtet                    |
| 42    | Andrew O. Huseboe House                                         | Andrew O. Huseboe House                                         | 1988 ID-Nr. 88000569 | 223 South Prairie Avenue 43° 32′ 44″ N, 96° 44′ 14″ W | Sioux Falls            |                                                                              |
| 43    | Illinois Central Passenger Depot                                | Illinois Central Passenger Depot                                | 1983 ID-Nr. 83003013 | 8th Street am Big Sioux River 43° 32′ 58″ N, 96° 43′ 24″ W | Sioux Falls            |                                                                              |
| 44    | Jorden Hall                                                     | Jorden Hall                                                     | 2000 ID-Nr. 00001349 | 1101 West 22nd Street 43° 31′ 56″ N, 96° 44′ 19″ W | Sioux Falls            |                                                                              |
| 45    | Andrew Kuehn Warehouse                                          | Andrew Kuehn Warehouse                                          | 1982 ID-Nr. 82003933 | 401 North Phillips Avenue 43° 33′ 5″ N, 96° 43′ 37″ W | Sioux Falls            |                                                                              |
| 46    | L & A Baking Company                                            | L & A Baking Company                                            | 2007 ID-Nr. 07001214 | 910 North Main Avenue 43° 33′ 29″ N, 96° 43′ 39″ W | Sioux Falls            |                                                                              |
| 47    | LaSalle Apartments                                              | LaSalle Apartments                                              | 1998 ID-Nr. 98001125 | 703 South Summit Street 43° 32′ 38″ N, 96° 44′ 9″ W | Sioux Falls            |                                                                              |
| 48    | Daniel Lund House                                               | Daniel Lund House                                               | 2000 ID-Nr. 00000123 | 628 West 20th Street 43° 32′ 7″ N, 96° 43′ 59″ W | Sioux Falls            |                                                                              |
| 49    | McKennan Park Historic District                                 | McKennan Park Historic District                                 | 1984 ID-Nr. 84003359 | McKennan Park, 2nd Avenue, 4th Avenue, 21st Street, 26th Street, 21st Street, Phillips Avenue und 7th Avenue; weiterhin abgegrenzt durch 1st Avenue, South, Phillips Avenue, 24th Street, East und 26th Street 43° 31′ 56″ N, 96° 43′ 17″ W | Sioux Falls            |                                                                              |
| 50    | L.D. Miller Funeral Home                                        | L.D. Miller Funeral Home                                        | 1983 ID-Nr. 83003014 | 507 South Main Avenue 43° 32′ 33″ N, 96° 43′ 42″ W | Sioux Falls            |                                                                              |
| 51    | William G. Milne House                                          | William G. Milne House                                          | 1994 ID-Nr. 94001391 | 508 East 9th Street 43° 49′ 42″ N, 96° 42′ 30″ W | Dell Rapids            |                                                                              |
| 52    | John Mundt Building                                             | John Mundt Building                                             | 1981 ID-Nr. 81000575 | 103 North Main Avenue 43° 37′ 20″ N, 96° 56′ 44″ W | Hartford               |                                                                              |
| 53    | Odd Fellows Home of Dell Rapids                                 | Odd Fellows Home of Dell Rapids                                 | 2012 ID-Nr. 12000037 | 100 West 10th Street 43° 49′ 45,1″ N, 96° 43′ 5,5″ W | Dell Rapids            |                                                                              |
| 54    | Old Courthouse and Warehouse Historic District                  | Old Courthouse and Warehouse Historic District                  | 1983 ID-Nr. 83003015 | Abgegrenzt durch den Big Sioux River, 4th Street, 6th Street und Dakota Avenue; Erweiterung um North Dakota Avenue, 4th Street und 7th Street 43° 33′ 6″ N, 96° 43′ 37″ W                                                                   | Sioux Falls            |                                                                              |
| 55    | Old Minnehaha County Courthouse                                 | Old Minnehaha County Courthouse                                 | 1973 ID-Nr. 73001749 | Main Avenue Ecke 6th Street 43° 33′ 6″ N, 96° 43′ 43″ W | Sioux Falls            |                                                                              |
| 56    | Old Yankton Bridge                                              | Old Yankton Bridge                                              | 1999 ID-Nr. 99000955 | Brücke der Old Yankton Road über den Big Sioux River 43° 30′ 5″ N, 96° 45′ 3″ W | Sioux Falls            |                                                                              |
| 57    | Orpheum Theatre                                                 | Orpheum Theatre                                                 | 1983 ID-Nr. 83003016 | 315 North Phillips Avenue 43° 33′ 3″ N, 96° 43′ 37″ W | Sioux Falls            |                                                                              |
| 58    | Palisades Bridge                                                | Palisades Bridge                                                | 1999 ID-Nr. 99000687 | 25495 485th Avenue 43° 41′ 20″ N, 96° 31′ 5″ W | Garretson              |                                                                              |
| 59    | Parmley-Pankow House                                            | Parmley-Pankow House                                            | 2004 ID-Nr. 03001528 | 613 South Main Street 43° 32′ 27″ N, 96° 43′ 41″ W | Sioux Falls            |                                                                              |
| 60    | R.F. Pettigrew and S.L. Tate Building                           | R.F. Pettigrew and S.L. Tate Building                           | 1986 ID-Nr. 86002991 | 121-123 South Main Avenue 43° 33′ 1″ N, 96° 43′ 39″ W | Sioux Falls            |                                                                              |
| 61    | Phillips Block                                                  | Phillips Block                                                  | 1978 ID-Nr. 78002564 | 333-335 North Main Avenue 43° 33′ 3″ N, 96° 43′ 43″ W | Sioux Falls            |                                                                              |
| 62    | Plumbing Supply Company                                         | Plumbing Supply Company                                         | 2005 ID-Nr. 04001488 | 326 East 8th Street 43° 33′ 3″ N, 96° 43′ 24″ W | Sioux Falls            |                                                                              |
| 63    | Presentation Children’s Home                                    | Presentation Children’s Home                                    | 1993 ID-Nr. 92001852 | 701 South Western Avenue 43° 32′ 23″ N, 96° 45′ 4″ W | Sioux Falls            |                                                                              |
| 64    | Queen Bee Mill                                                  | Queen Bee Mill                                                  | 1984 ID-Nr. 84003362 | North Weber Avenue im Falls Park 43° 33′ 25″ N, 96° 43′ 19″ W | Sioux Falls            |                                                                              |
| 65    | Dr. Fredrich A. Randolph Block                                  | Dr. Fredrich A. Randolph Block                                  | 1994 ID-Nr. 94000195 | 320 North Main Street 43° 33′ 11″ N, 96° 43′ 59″ W | Sioux Falls            |                                                                              |
| 66    | Renner Ball Park                                                |                                                                 | 2006 ID-Nr. 06001007 | Rund einen Kilometer westlich der Kreuzung von 258th Street und SD 115 43° 38′ 49″ N, 96° 43′ 38″ W | Renner                 |                                                                              |
| 67    | Renner Lutheran Sanctuary                                       | Renner Lutheran Sanctuary                                       | 1980 ID-Nr. 80003729 | Westlich des SD 115 43° 38′ 44″ N, 96° 42′ 58″ W | Renner                 |                                                                              |
| 68    | Grant J. Reynolds House                                         | Grant J. Reynolds House                                         | 1998 ID-Nr. 98001400 | 800 South Hawthorne Street 43° 32′ 10″ N, 96° 44′ 47″ W | Sioux Falls            |                                                                              |
| 69    | Rock Island Depot                                               | Rock Island Depot                                               | 1974 ID-Nr. 74001895 | 201 East 10th Street 43° 32′ 45″ N, 96° 43′ 29″ W | Sioux Falls            |                                                                              |
| 70    | Security Bank Building                                          | Security Bank Building                                          | 1984 ID-Nr. 84003366 | 101 South Main Avenue 43° 32′ 50″ N, 96° 43′ 42″ W | Sioux Falls            |                                                                              |
| 71    | Shafer Round Barn                                               | Shafer Round Barn                                               | 1995 ID-Nr. 95001470 | 1600 South Powder House Road 43° 32′ 31″ N, 96° 38′ 58″ W | Sioux Falls            |                                                                              |
| 72    | Sherman Historic District                                       | Sherman Historic District                                       | 2004 ID-Nr. 03001529 | Abgegrenzt durch West 18th Street, West 22nd Street, South Dakota Avenue und South Main Street 43° 32′ 5″ N, 96° 43′ 43″ W | Sioux Falls            |                                                                              |
| 73    | Shriver-Johnson Building                                        | Shriver-Johnson Building                                        | 1982 ID-Nr. 82003934 | 230 South Phillips Avenue 43° 32′ 41″ N, 96° 43′ 34″ W | Sioux Falls            |                                                                              |
| 74    | Sioux Falls Downtown Historic District                          | Sioux Falls Downtown Historic District                          | 1994 ID-Nr. 94001393 | Abgegrenzt durch South Dakota Avenue, South 1st Avenue, West 9th Street und West 14th Street 43° 32′ 49″ N, 96° 43′ 43″ W | Sioux Falls            |                                                                              |
| 75    | Sioux Falls Light and Power Hydro Electric Plant                | Sioux Falls Light and Power Hydro Electric Plant                | 1993 ID-Nr. 92001854 | North Weber Avenue am Ostufer des Big Sioux River 43° 33′ 25″ N, 96° 43′ 15″ W | Sioux Falls            |                                                                              |
| 76    | Sioux Falls National Bank Building                              | Sioux Falls National Bank Building                              | 1979 ID-Nr. 79002406 | 100 North Phillips Avenue 43° 32′ 51″ N, 96° 43′ 35″ W | Sioux Falls            |                                                                              |
| 77    | Slip Up Creek Homestead                                         |                                                                 | 2003 ID-Nr. 03000761 | 25359 478th Avenue 43° 42′ 42″ N, 96° 39′ 10″ W | Garretson              |                                                                              |
| 78    | South Dakota Department of Transportation Bridge No. 50-122-155 |                                                                 | 2000 ID-Nr. 00000022 | Brücke über den Skunk Creek 43° 37′ 25″ N, 96° 53′ 8″ W | Brandon Township       |                                                                              |
| 79    | South Dakota Department of Transportation Bridge No. 50-193-086 |                                                                 | 2000 ID-Nr. 99001695 | Brücke über den Big Sioux River 43° 43′ 12″ N, 96° 44′ 54″ W | Sverdrup Township      |                                                                              |
| 80    | South Dakota Dept. of Trans. Bridge No. 50-196-104              |                                                                 | 2000 ID-Nr. 00000098 | Brücke über den Big Sioux River 43° 41′ 45″ N, 96° 44′ 15″ W | Sverdrup Township      |                                                                              |
| 81    | South Dakota School for the Deaf                                | South Dakota School for the Deaf                                | 1981 ID-Nr. 81000576 | 1800 East 10th Street 43° 32′ 51″ N, 96° 42′ 10″ W | Sioux Falls            |                                                                              |
| 82    | South Dakota State Penitentiary Historic Buildings              | South Dakota State Penitentiary Historic Buildings              | 1978 ID-Nr. 78002565 | 1600 North Drive 43° 34′ 3″ N, 96° 43′ 29″ W | Sioux Falls            |                                                                              |
| 83    | South Side Fire Station No. 3                                   | South Side Fire Station No. 3                                   | 1984 ID-Nr. 84003369 | 1324 South Minnesota Avenue 43° 32′ 0″ N, 96° 43′ 51″ W | Sioux Falls            |                                                                              |
| 84    | Split Rock Creek Park Historic District                         | Split Rock Creek Park Historic District                         | 2000 ID-Nr. 00000827 | Split Rock Park 43° 43′ 14″ N, 96° 30′ 7″ W | nördlich von Garretson |                                                                              |
| 85    | Split Rock Park Bridge                                          | Split Rock Park Bridge                                          | 1993 ID-Nr. 93001309 | Brücke der Split Rock Park Road über den Devils Creek Gulch 43° 43′ 20″ N, 96° 30′ 2″ W | Garretson              |                                                                              |
| 86    | R.D. and Mary Springer House                                    | R.D. and Mary Springer House                                    | 1995 ID-Nr. 95001436 | 201 West 19th Street 43° 32′ 9″ N, 96° 43′ 37″ W | Sioux Falls            |                                                                              |
| 87    | St. Peter’s Lutheran Church                                     | St. Peter’s Lutheran Church                                     | 2002 ID-Nr. 02000018 | 701 North Orleans Avenue 43° 49′ 34″ N, 96° 42′ 37″ W | Dell Rapids            |                                                                              |
| 88    | Dr. Steven’s House                                              | Dr. Steven’s House                                              | 2002 ID-Nr. 02001286 | 21 South Riverview Heights 43° 31′ 59″ N, 96° 45′ 27″ W | Sioux Falls            |                                                                              |
| 89    | Stock Yards State Bank and Tri-State Wholesale Grocery Co.      | Stock Yards State Bank and Tri-State Wholesale Grocery Co.      | 2004 ID-Nr. 03001530 | 201/207/211 North Weber Avenue 43° 32′ 55″ N, 96° 43′ 11″ W | Sioux Falls            |                                                                              |
| 90    | Texaco Super Service Station                                    | Texaco Super Service Station                                    | 2013 ID-Nr. 12001218 | 330 South 1st Avenue 43° 32′ 37,4″ N, 96° 43′ 29,9″ W | Sioux Falls            |                                                                              |
| 91    | Charles A. Thomas House                                         | Charles A. Thomas House                                         | 1985 ID-Nr. 85003450 | 620 South Dakota Avenue 43° 32′ 27″ N, 96° 43′ 43″ W | Sioux Falls            |                                                                              |
| 92    | Thompson Farmstead                                              |                                                                 | 1999 ID-Nr. 99000239 | 47339 248th Street 43° 47′ 3″ N, 96° 44′ 27″ W | Dell Rapids            |                                                                              |
| 93    | Tolefsons Beef Stock Farm                                       |                                                                 | 2002 ID-Nr. 02000019 | 24450 458th Avenue 43° 50′ 36″ N, 97° 2′ 39″ W | Colton                 |                                                                              |
| 94    | John W. Tuthill Lumber Company                                  | John W. Tuthill Lumber Company                                  | 2006 ID-Nr. 06000459 | 311 East 8th Street 43° 33′ 1″ N, 96° 43′ 24″ W | Sioux Falls            |                                                                              |
| 95    | Washington High School                                          | Washington High School                                          | 1986 ID-Nr. 86000248 | 315 South Main Street 43° 32′ 38″ N, 96° 43′ 43″ W | Sioux Falls            |                                                                              |
| 96    | Laura M. Welch House                                            | Laura M. Welch House                                            | 2000 ID-Nr. 00000122 | 1218 S. Willow Avenue 43° 32′ 6″ N, 96° 45′ 0″ W | Sioux Falls            |                                                                              |
| 97    | Williams Piano Company House                                    | Williams Piano Company House                                    | 2000 ID-Nr. 00001223 | 1019 South Norton Street 43° 32′ 9″ N, 96° 44′ 6″ W | Sioux Falls            |                                                                              |
| 98    | Willow Grove Farm                                               |                                                                 | 2003 ID-Nr. 03000497 | 47480 258th Avenue 43° 40′ 24″ N, 96° 43′ 36″ W | Renner                 |                                                                              |

## Frühere Einträge
| [ 2 ] | Name                                                            | Bild                                                            | Eintragsdatum        | Lage                                                                                       | Ort              | Beschreibung                     |
| ----- | --------------------------------------------------------------- | --------------------------------------------------------------- | -------------------- | ------------------------------------------------------------------------------------------ | ---------------- | -------------------------------- |
| 1     | Blackstone Court Apartments                                     |                                                                 | 1982 ID-Nr. 82003932 | 303 West 12th Street 43° 38′ 17″ N, 96° 37′ 24,2″ W                                        | Sioux Falls      | 1988 aus dem Register gestrichen |
| 2     | South Dakota Department of Transportation Bridge No. 50-122-155 |                                                                 | 2008 ID-Nr. 99000956 | Brücke über den Skunk Creek                                                                | Brandon Township |                                  |
| 3     | South Dakota Department of Transportation Bridge No. 50-192-132 |                                                                 | 2008 ID-Nr. 99001694 | Brücke über den Big Sioux River                                                            | Renner           |                                  |
| 4     | South Dakota Department of Transportation Bridge No. 50-200-035 | South Dakota Department of Transportation Bridge No. 50-200-035 | 1999 ID-Nr. 93001267 | Brücke über den Big Sioux River 43° 49′ 12,2″ N, 96° 42′ 58,7″ W                           | Dell Rapids      |                                  |
| 5     | Summit Avenue Viaduct                                           |                                                                 | 2008 ID-Nr. 93001307 | Brücke der Summit Avenue über die früheren Eisenbahngleise 43° 32′ 27,4″ N, 96° 44′ 8,1″ W | Sioux Falls      |                                  |